# تیم ملی فوتبال لیبریا
تیم ملی فوتبال لیبریا (به انگلیسی: Liberia national football team) نماینده لیبریا در رویدادهای فرامرزی فوتبال است که زیر نظر اتحادیه فوتبال لیبریا گردانده می‌شود.